# Rollerski-Weltcup 2019
Der Rollerski-Weltcup 2019 begann am 4. Juli 2019 in Peking und endete am 15. September 2019 im Ziano di Fiemme. Höhepunkt der Saison waren die Rollerski-Weltmeisterschaften 2019 in Madona. Die dort ausgetragenen Einzelwettbewerbe wurden auch als Weltcup-Veranstaltungen gewertet. Die Gesamtwertung der Männer gewann der Italiener Matteo Tanel. Bei der Gesamtwertung der Frauen wurde wie im Vorjahr die Slowakin Alena Procházková Erste.

## Männer

### Resultate
| 1. Weltcup in Peking, 4. bis 6. Juli 2019 | 1. Weltcup in Peking, 4. bis 6. Juli 2019 | 1. Weltcup in Peking, 4. bis 6. Juli 2019 | 1. Weltcup in Peking, 4. bis 6. Juli 2019 | 1. Weltcup in Peking, 4. bis 6. Juli 2019 |
| ----------------------------------------- | ----------------------------------------- | ----------------------------------------- | ----------------------------------------- | ----------------------------------------- |
| Datum                                     | Disziplin                                 | Erster Platz                              | Zweiter Platz                             | Dritter Platz                             |
| 4. Juli 2019                              | Sprint Freistil                           | Johannes Høsflot Klæbo                    | Ragnar Bragvin Andresen                   | Aleksander Dyrberg Ek                     |
| 5. Juli 2019                              | Sprint Freistil                           | Johannes Høsflot Klæbo                    | Jostein Olafsen                           | Ragnar Bragvin Andresen                   |
| 6. Juli 2019                              | 20 km Freistil Massenstart                | Wang Qiang                                | Ragnar Bragvin Andresen                   | Victor Gustafsson                         |

| 2. Weltcup und 10. Rollerski-Weltmeisterschaften in Madona, 8. bis 10. August 2019 | 2. Weltcup und 10. Rollerski-Weltmeisterschaften in Madona, 8. bis 10. August 2019 | 2. Weltcup und 10. Rollerski-Weltmeisterschaften in Madona, 8. bis 10. August 2019 | 2. Weltcup und 10. Rollerski-Weltmeisterschaften in Madona, 8. bis 10. August 2019 | 2. Weltcup und 10. Rollerski-Weltmeisterschaften in Madona, 8. bis 10. August 2019 |
| ---------------------------------------------------------------------------------- | ---------------------------------------------------------------------------------- | ---------------------------------------------------------------------------------- | ---------------------------------------------------------------------------------- | ---------------------------------------------------------------------------------- |
| Datum                                                                              | Disziplin                                                                          | Erster Platz                                                                       | Zweiter Platz                                                                      | Dritter Platz                                                                      |
| 8. August 2019                                                                     | 20 km klassisch                                                                    | Alexander Bolschunow                                                               | Ilja Poroschkin                                                                    | Victor Gustafsson                                                                  |
| 9. August 2019                                                                     | Sprint Freistil                                                                    | Ragnar Bragvin Andresen                                                            | Jostein Olafsen                                                                    | Kristian Ankersen                                                                  |
| 10. August 2019                                                                    | 20 km Freistil Mst.                                                                | Victor Gustafsson                                                                  | Matteo Tanel                                                                       | Raimo Vīgants                                                                      |
| 11. August 2019                                                                    | Teamsprint Freistil                                                                | ItalienMatteo Tanel Francesco Becchis                                              | NorwegenPatrick Fossum Kristoffersen Ragnar Bragvin Andresen                       | SchwedenVictor Gustafsson Robin Norum                                              |

| 3. Weltcup in Chanty-Mansijsk, 22. bis 25. August 2019 | 3. Weltcup in Chanty-Mansijsk, 22. bis 25. August 2019 | 3. Weltcup in Chanty-Mansijsk, 22. bis 25. August 2019 | 3. Weltcup in Chanty-Mansijsk, 22. bis 25. August 2019 | 3. Weltcup in Chanty-Mansijsk, 22. bis 25. August 2019 |
| ------------------------------------------------------ | ------------------------------------------------------ | ------------------------------------------------------ | ------------------------------------------------------ | ------------------------------------------------------ |
| Datum                                                  | Disziplin                                              | Erster Platz                                           | Zweiter Platz                                          | Dritter Platz                                          |
| 22. August 2019                                        | 11,25 km Freistil                                      | Matteo Tanel                                           | Jewgeni Dementjew                                      | Iwan Anissimow                                         |
| 23. August 2019                                        | 15 km klassisch Verfolgung                             | Jewgeni Dementjew                                      | Matteo Tanel                                           | Victor Gustafsson                                      |
| 24. August 2019                                        | Sprint Freistil                                        | Ivan Zhilinskiy                                        | Dmitriy Voronin                                        | Ragnar Bragvin Andresen                                |
| 25. August 2019                                        | 20 km Freistil Massenstart                             | Iwan Anissimow                                         | Ragnar Bragvin Andresen                                | Matteo Tanel                                           |

| 4. Weltcup in Trient und Ziano di Fiemme, 12. bis 15. September 2019 (Mini-Tour; halbe Punkte für die Etappen) | 4. Weltcup in Trient und Ziano di Fiemme, 12. bis 15. September 2019 (Mini-Tour; halbe Punkte für die Etappen) | 4. Weltcup in Trient und Ziano di Fiemme, 12. bis 15. September 2019 (Mini-Tour; halbe Punkte für die Etappen) | 4. Weltcup in Trient und Ziano di Fiemme, 12. bis 15. September 2019 (Mini-Tour; halbe Punkte für die Etappen) | 4. Weltcup in Trient und Ziano di Fiemme, 12. bis 15. September 2019 (Mini-Tour; halbe Punkte für die Etappen) |
| --- | --- | --- | --- | --- |
| Datum | Disziplin | Erster Platz                                                                                                   | Zweiter Platz                                                                                                  | Dritter Platz                                                                                                  |
| 12. September 2019                                                                                             | 5 km klassisch                                                                                                 | Matteo Tanel                                                                                                   | Paul Constantin Pepene                                                                                         | Luca Curti |
| 13. September 2019                                                                                             | Sprint Freistil                                                                                                | Emanuele Becchis                                                                                               | Dmitriy Voronin                                                                                                | Jostein Olafsen                                                                                                |
| 14. September 2019                                                                                             | 15 km Freistil Massenstart                                                                                     | Matteo Tanel                                                                                                   | Iwan Anissimow                                                                                                 | Emanuele Becchis                                                                                               |
| 15. September 2019                                                                                             | 15 km klassisch Verfolgung                                                                                     | Jewgeni Dementjew                                                                                              | Victor Gustafsson                                                                                              | Luca Curti |
| Gesamtwertung (doppelte Punkte)                                                                                | Gesamtwertung (doppelte Punkte)                                                                                | Jewgeni Dementjew                                                                                              | Matteo Tanel                                                                                                   | Luca Curti |

### Gesamtwertung Männer
| Rang | Name                         | Punkte |
| ---- | ---------------------------- | ------ |
| 001. | Matteo Tanel                 | 777    |
| 02.  | Jewgeni Dementjew            | 653    |
| 03.  | Victor Gustafsson            | 648    |
| 04.  | Ragnar Bragvin Andresen      | 583    |
| 05.  | Iwan Anissimow               | 420    |
| 06.  | Emanuele Becchis             | 419    |
| 07.  | Robin Norum                  | 398    |
| 08.  | Francesco Becchis            | 310    |
| 09.  | Patrick Fossum Kristoffersen | 293    |
| 10.  | Jan Koristik                 | 281    |
| 11.  | Michael Galassi              | 237    |
| 12.  | Luca Curti                   | 235    |
| 13.  | Johannes Høsflot Klæbo       | 232    |
| 14.  | Paul Constantin Pepene       | 226    |
| 15.  | Ilia Bezgin                  | 219    |
| 16.  | Jostein Olafsen              | 213    |
| 17.  | Ivan Zhilinskiy              | 193    |

| Rang | Name                  | Punkte |
| ---- | --------------------- | ------ |
| 18.  | Ruslan Perechoda      | 180    |
| 19.  | Jacopo Giardina       | 177    |
| 20.  | Dmitriy Voronin       | 171    |
| 21.  | Gustav Nordström      | 161    |
| 22.  | Kristian Ankersen     | 151    |
| 22.  | Vitaliy Smirnov       | 151    |
| 24.  | Alessio Berlanda      | 132    |
| 25.  | Alexander Bolschunow  | 129    |
| 26.  | Raimo Vīgants         | 127    |
| 27.  | Aleksander Dyrberg Ek | 123    |
| 28.  | Michele Valerio       | 122    |
| 29.  | Evgeniy Tsepkov       | 119    |
| 30.  | Wang Qiang            | 116    |
| 31.  | Dmytro Drahun         | 111    |
| 32.  | Petrică Hogiu         | 109    |
| 33.  | Jan Pechoušek         | 105    |
| 34.  | Erik Silfver          | 93     |

| Rang | Name                     | Punkte |
| ---- | ------------------------ | ------ |
| 35.  | Alfred Buskqvist         | 89     |
| 36.  | Dmitriy Goroshnikov      | 85     |
| 36.  | Alexander Grigorjew      | 85     |
| 38.  | Ilja Poroschkin          | 80     |
| 38.  | Sigurd Braathen Reigstad | 80     |
| 40.  | Oleksandr Mukshyn        | 78     |
| 41.  | Artur Petrov             | 76     |
| 41.  | Anton Gafarow            | 76     |
| 43.  | Hiroyuki Miyazawa        | 73     |
| 44.  | Wei Meng                 | 70     |
| 45.  | Raul Mihai Popa          | 69     |
| 46.  | Damir Alimbekov          | 65     |
| 47.  | Trym Halbjørhus Fikke    | 64     |
| 48.  | Artem Nikolaev           | 58     |
| 49.  | Pontus Hermansson        | 56     |
| 49.  | Pavel Komarov            | 56     |

## Frauen

### Resultate
| 1. Weltcup in Peking, 4. bis 6. Juli 2019 | 1. Weltcup in Peking, 4. bis 6. Juli 2019 | 1. Weltcup in Peking, 4. bis 6. Juli 2019 | 1. Weltcup in Peking, 4. bis 6. Juli 2019 | 1. Weltcup in Peking, 4. bis 6. Juli 2019 |
| ----------------------------------------- | ----------------------------------------- | ----------------------------------------- | ----------------------------------------- | ----------------------------------------- |
| Datum                                     | Disziplin                                 | Erster Platz                              | Zweiter Platz                             | Dritter Platz                             |
| 4. Juli 2019                              | Sprint Freistil                           | Linn Sömskar                              | Anikken Gjerde Alnæs                      | Moa Olsson                                |
| 5. Juli 2019                              | Sprint Freistil                           | Linn Sömskar                              | Julie Henriette Arnesen                   | Jackline Lockner                          |
| 6. Juli 2019                              | 15 km Freistil Massenstart                | Linn Sömskar                              | Anikken Gjerde Alnæs                      | Alena Procházková                         |

| 2. Weltcup und 10. Rollerski-Weltmeisterschaften in Madona, 8. bis 10. August 2019 | 2. Weltcup und 10. Rollerski-Weltmeisterschaften in Madona, 8. bis 10. August 2019 | 2. Weltcup und 10. Rollerski-Weltmeisterschaften in Madona, 8. bis 10. August 2019 | 2. Weltcup und 10. Rollerski-Weltmeisterschaften in Madona, 8. bis 10. August 2019 | 2. Weltcup und 10. Rollerski-Weltmeisterschaften in Madona, 8. bis 10. August 2019 |
| ---------------------------------------------------------------------------------- | ---------------------------------------------------------------------------------- | ---------------------------------------------------------------------------------- | ---------------------------------------------------------------------------------- | ---------------------------------------------------------------------------------- |
| Datum                                                                              | Disziplin                                                                          | Erster Platz                                                                       | Zweiter Platz                                                                      | Dritter Platz                                                                      |
| 8. August 2019                                                                     | 10 km klassisch                                                                    | Natalja Neprjajewa                                                                 | Lucia Scardoni                                                                     | Linn Sömskar                                                                       |
| 9. August 2019                                                                     | Sprint Freistil                                                                    | Linn Sömskar                                                                       | Jackline Lockner                                                                   | Anna Bolzan                                                                        |
| 10. August 2019                                                                    | 15 km Freistil Massenstart                                                         | Linn Sömskar                                                                       | Alena Procházková                                                                  | Sandra Schützová                                                                   |
| 11. August 2019                                                                    | Teamsprint Freistil                                                                | SchwedenMoa Olsson Linn Sömskar                                                    | ItalienLisa Bolzan Lucia Scardoni                                                  | RusslandAnastassija Wlassowa Swetlana Nikolajewa                                   |

| 3. Weltcup in Chanty-Mansijsk, 22. bis 25. August 2019 | 3. Weltcup in Chanty-Mansijsk, 22. bis 25. August 2019 | 3. Weltcup in Chanty-Mansijsk, 22. bis 25. August 2019 | 3. Weltcup in Chanty-Mansijsk, 22. bis 25. August 2019 | 3. Weltcup in Chanty-Mansijsk, 22. bis 25. August 2019 |
| ------------------------------------------------------ | ------------------------------------------------------ | ------------------------------------------------------ | ------------------------------------------------------ | ------------------------------------------------------ |
| Datum                                                  | Disziplin                                              | Erster Platz                                           | Zweiter Platz                                          | Dritter Platz                                          |
| 22. August 2019                                        | 7,5 km Freistil                                        | Alena Procházková                                      | Swetlana Nikolajewa                                    | Jewgenija Schapowalowa                                 |
| 23. August 2019                                        | 11,25 km klassisch Verfolgung                          | Alena Procházková                                      | Swetlana Nikolajewa                                    | Jewgenija Schapowalowa                                 |
| 24. August 2019                                        | Sprint Freistil                                        | Alena Procházková                                      | Lisa Bolzan                                            | Jackline Lockner                                       |
| 25. August 2019                                        | 14 km Freistil Massenstart                             | Lisa Bolzan                                            | Jewgenija Schapowalowa                                 | Alena Procházková                                      |

| 4. Weltcup in Trient und Ziano di Fiemme, 12. bis 15. September 2019 (Mini-Tour; halbe Punkte für die Etappen) | 4. Weltcup in Trient und Ziano di Fiemme, 12. bis 15. September 2019 (Mini-Tour; halbe Punkte für die Etappen) | 4. Weltcup in Trient und Ziano di Fiemme, 12. bis 15. September 2019 (Mini-Tour; halbe Punkte für die Etappen) | 4. Weltcup in Trient und Ziano di Fiemme, 12. bis 15. September 2019 (Mini-Tour; halbe Punkte für die Etappen) | 4. Weltcup in Trient und Ziano di Fiemme, 12. bis 15. September 2019 (Mini-Tour; halbe Punkte für die Etappen) |
| --- | --- | --- | --- | --- |
| Datum | Disziplin | Erster Platz                                                                                                   | Zweiter Platz                                                                                                  | Dritter Platz                                                                                                  |
| 12. September 2019                                                                                             | 2,5 km klassisch                                                                                               | Linn Sömskar                                                                                                   | Marina Tschernoussowa                                                                                          | Moa Olsson |
| 13. September 2019                                                                                             | Sprint Freistil                                                                                                | Olga Letucheva                                                                                                 | Linn Sömskar                                                                                                   | Alena Procházková                                                                                              |
| 14. September 2019                                                                                             | 10 km Freistil Massenstart                                                                                     | Linn Sömskar                                                                                                   | Alena Procházková                                                                                              | Swetlana Nikolajewa                                                                                            |
| 15. September 2019                                                                                             | 13 km klassisch Verfolgung                                                                                     | Moa Olsson | Linn Sömskar                                                                                                   | Marina Tschernoussowa                                                                                          |
| Gesamtwertung (doppelte Punkte)                                                                                | Gesamtwertung (doppelte Punkte)                                                                                | Linn Sömskar                                                                                                   | Moa Olsson | Alena Procházková                                                                                              |

### Gesamtwertung Frauen
| Rang | Name                   | Punkte |
| ---- | ---------------------- | ------ |
| 001. | Alena Procházková      | 972    |
| 02.  | Linn Sömskar           | 952    |
| 03.  | Swetlana Nikolajewa    | 615    |
| 04.  | Moa Olsson             | 490    |
| 05.  | Lisa Bolzan            | 465    |
| 05.  | Jackline Lockner       | 465    |
| 07.  | Olga Letucheva         | 347    |
| 08.  | Anna Bolzan            | 335    |
| 09.  | Jewgenija Schapowalowa | 303    |
| 10.  | Waljanzina Kaminskaja  | 284    |

| Rang | Name                  | Punkte |
| ---- | --------------------- | ------ |
| 10.  | Kitija Auziņa         | 284    |
| 12.  | Marina Tschernoussowa | 278    |
| 13.  | Viktoriya Lukashova   | 274    |
| 14.  | Anastassija Wlassowa  | 210    |
| 15.  | Sandra Schützová      | 209    |
| 16.  | Melina Schöttes       | 205    |
| 16.  | Varvara Prokhorova    | 205    |
| 18.  | Ekaterina Kuznetsova  | 203    |
| 19.  | Anikken Gjerde Alnæs  | 200    |
| 20.  | Maryia Nedyukhina     | 183    |

| Rang | Name               | Punkte |
| ---- | ------------------ | ------ |
| 21.  | Julija Krol        | 160    |
| 22.  | Julia Richter      | 135    |
| 23.  | Lucia Scardoni     | 130    |
| 24.  | Natalja Neprjajewa | 129    |
| 25.  | Daria Rogozina     | 122    |
| 26.  | Ksenia Konohova    | 117    |
| 27.  | Kateřina Janatová  | 108    |
| 28.  | Olga Michailowa    | 102    |
| 28.  | Hanna Nöhmeier     | 102    |
| 30.  | Chi Chunxue        | 97     |